# Ciaron Brown
Ciaron Maurice Brown (* 14. Januar 1998 in Hillingdon, London) ist ein nordirischer Fußballspieler, der bei Oxford United unter Vertrag steht.

## Karriere

### Verein
Ciaron Brown wurde als Sohn eines englischen Vaters und einer nordirischen Mutter, die aus Belfast, stammt im Londoner Stadtbezirk Hillingdon geboren. Seine Karriere im Seniorenbereich begann er beim Amateurverein Bedfont Sports aus Hounslow, einem weiteren Stadtteil der Metropole London. Im Januar 2016 kam er zum FC Wealdstone aus der National League South. Im Januar 2018 unterschrieb Brown einen Profivertrag bei Cardiff City. Ein Jahr später wurde der Innenverteidiger an den schottischen FC Livingston verliehen. Er spielte erstmals am 23. Februar 2019 in einem Spiel als Profi, nachdem er gegen den FC Kilmarnock für den verletzten Ricki Lamie eingewechselt wurde. Die Leihstation von Brown in Livingston wurde im Januar und Juli 2020 erneuert.

### Nationalmannschaft
Ciaron Brown debütierte im Oktober 2019 in der nordirischen U21-Nationalmannschaft gegen Rumänien. Weitere Einsätzen kamen ein Jahr später hinzu, als er gegen Finnland und zweimal gegen die Ukraine spielte. Im September 2019 kam Brown zu seinem Debüt in der A-Nationalmannschaft der Nordiren, als er in einem Freundschaftsspiel gegen Luxemburg unter Nationaltrainer Michael O’Neill in der Startelf stand.